# مايك فلين (لاعب كرة قدم أمريكية)
مايك فلين (بالإنجليزية: Mike Flynn)‏ هو لاعب كرة قدم أمريكية أمريكي، ولد في 15 يونيو 1974 في Doylestown, Pennsylvania ‏ في الولايات المتحدة.

## وصلات خارجية
- مايك فلين على موقع مرجع كرة القدم المحترفة.كوم (الإنجليزية)